# 巴倫福克鎮區 (阿肯色州伊澤德縣)
巴倫福克鎮區（英語：Barren Fork Township）是位於美國阿肯色州伊澤德縣的一個行政鎮區。

## 地方資料
巴倫福克鎮區的面積為28.84平方千米，當中陸地面積為28.84平方千米，而水域面積為0.00平方千米。根據2010年美國人口普查的數據，當地共有人口538人，而人口密度為每平方千米18.65人。